# Râul Runcu, Someșul Mare (Mititei)
Râul Runcu sau Râul Idieș sau Râul Idieci este un curs de apă, afluent al râului Someșul Mare. 